# Середня (Звягельський район)
Середня́ — село в Україні, у Баранівській міській громаді Звягельського району Житомирської області. Населення становить 114 осіб.

## Географія
Через село тече річка Середня.

## Історія
Колишня назва Майдан Средневський.
У 1906 році село Смолдирівської волості Новоград-Волинського повіту  Волинської губернії. Відстань від повітового міста 27 верст, від волості 7. Дворів 52, мешканців 209.
27 липня 2016 року село увійшло до складу новоствореної Баранівської міської територіальної громади Баранівського району Житомирської області. Від 19 липня 2020 року, разом з громадою, в складі новоствореного Новоград-Волинського (згодом — Звягельський) району Житомирської області.

## Населення

### Мова
Розподіл населення за рідною мовою за даними перепису 2001 року:
| Мова            | Відсоток |
| --------------- | -------- |
| українська      | 88,60%   |
| російська       | 9,65%    |
| інші/не вказали | 1,75%    |